# Mestizos (banda)
Mestizos fue un grupo español surgido en Huesca (Aragón) que, a lo largo de su historia, ha practicado el garage rock, el rock latino y la world music.
Su formación original estaba compuesta por Ernesto Rodellar (bajo), Fernando Lozano (batería), José Antonio Machuca (guitarra), Juanjo Javierre (voz y teclados) y José Ramón Oto (guitarra y saxofón).
Están considerados un claro precedente del movimiento alterlatino y del rock de fusión en castellano.

## Inicios
El quinteto comienza su trayectoria con el nombre Ejercicios Espirituales y con un sonido próximo al psychobilly de The Cramps.

## Etapa garajera, soul y rock latino (1985-1989)
A partir del verano de 1985 pasan a llamarse Mestizos; y, con la producción de Ramón Godes -teclista y guitarrista de los míticos Los Coyotes- graban Por el día y por la noche, su primer miniálbum, publicado en 1986 por el subsello de DRO, Tres Cipreses. Su debut -muy celebrado por la crítica, especialmente en el programa Esto no es Hawai de Jesús Ordovás- es un perfecto ejemplo de garage rock español que incorpora elementos de tex-mex y de rock latino, donde destaca su himno generacional Está en el aire, una versión en clave punk de Te estoy amando locamente de Las Grecas; y un medio tiempo titulado No dejes que tus lágrimas, que homenajea al rumbero catalán Peret.
Su segundo álbum, La Pócima del Amor (1987), fue también producido por Godes y estaba algo más orientado al pop y al soul, profundizando en su tendencia de introducir ritmos latinos y negros. De este segundo álbum se extrajeron los sencillos La Pócima del Amor y Sentirse bien.
Ambos discos, por su variedad rítmica y por la mezcla desprejuiciada de estilos, antecedían en más de una década el movimiento que años después fue conocido como alterlatino.

## Etapa electrónica (1989-1992)
Tras descubrir el uso lo-fi de las cajas de ritmo y el sampler de artistas como Public Enemy o Khaled introducen en su ecléctico sonido instrumentos electrónicos y ritmos de la urban music de su tiempo.
En 1989 editan su último trabajo con DRO, el maxisencillo Amor es la palabra.
Qué pasa en la calle, editado en 1991 por La Fábrica Magnética mantiene ese gusto por la clash cultura y a pesar de la buen acogida crítica supone el final de la trayectoria de la banda.

## Vuelta (2006-2007)
Coincidiendo con el 20 aniversario del lanzamiento del su primer disco, Mestizos se reúnen en diciembre de 2006 para una actuación en la sala La Casa del Loco de Zaragoza, concierto que se repitió en agosto de 2007 en la sala Jai Alai de Huesca, esta vez junto con la formación original de la banda Los Coyotes. Este último concierto quedó registrado en un CD-DVD titulado Ya es hora de regresar (Producciones sin/con Pasiones, 2008).

## Discografía
- 1986 - Por el día y por la noche (DRO).
- 1987 - La Pócima del Amor (DRO).
- 1991 - Qué pasa en la calle (La Fábrica Magnética).
- 2008 - Ya es hora de regresar (Producciones sin/con Pasiones).

## Otros datos
Un verso de su canción Está en el aire dio título al documental de Orencio Boix Los Chicos de Provincias Somos Así y a un recopilatorio publicado por la revista Menus 15 que incluía el debut de la banda Mas Birras.